# 색깔있는 여자
색깔있는 여자는 1981년 공개된 대한민국의 영화이다.

## 배역
- 장미희
- 원미경
- 이영하
- 송승환

## 수상
- 1980년 제4회 황금촬영상
  - 촬영상(동상) - 전조명